# Kanton Limogne-en-Quercy
Der Kanton Limogne-en-Quercy war bis 2015 ein französischer Wahlkreis im Arrondissement Cahors, im Département Lot und in der Region Midi-Pyrénées; sein Hauptort war Limogne-en-Quercy.
Der Kanton war 224,43 km² groß und hatte 3297 Einwohner (Stand: 2012).
Der Kanton umfasste Wahlberechtigte aus folgenden zwölf Gemeinden:
| Gemeinde              | Einwohner Jahr | Fläche km² | Bevölkerungsdichte | Postleitzahl | Code INSEE |
| --------------------- | -------------- | ---------- | ------------------ | ------------ | ---------- |
| Beauregard            | 235 (2013)     | –          | – Einw./km²        | 46260        | 46020      |
| Calvignac             | 211 (2013)     | –          | – Einw./km²        | 46260        | 46049      |
| Cénevières            | 164 (2013)     | –          | – Einw./km²        | 46160        | 46068      |
| Concots               | 419 (2013)     | –          | – Einw./km²        | 46330        | 46073      |
| Laramière             | 335 (2013)     | –          | – Einw./km²        | 46260        | 46154      |
| Limogne-en-Quercy     | 786 (2013)     | –          | – Einw./km²        | 46260        | 46173      |
| Lugagnac              | 121 (2013)     | –          | – Einw./km²        | 46260        | 46179      |
| Promilhanes           | 218 (2013)     | –          | – Einw./km²        | 46260        | 46227      |
| Saillac               | 161 (2013)     | –          | – Einw./km²        | 46260        | 46247      |
| Saint-Martin-Labouval | 173 (2013)     | –          | – Einw./km²        | 46330        | 46276      |
| Varaire               | 308 (2013)     | –          | – Einw./km²        | 46260        | 46328      |
| Vidaillac             | 163 (2013)     | –          | – Einw./km²        | 46260        | 46333      |